# Totally Gross National Product
Totally Gross National Product (abreviado TGNP) es un sello discográfico independiente estadounidense localizado en Minneapolis, Minnesota. Fue fundado por Ryan Olson y Drew Christopherson. Es más conocido por publicar álbumes de Lizzo, Poliça y Marijuana Deathsquads.